# جاك برينان
جاك برينان (بالإنجليزية: Jack Brennan)‏ (13 ديسمبر 1892 بمانشستر في المملكة المتحدة - ) هو لاعب كرة قدم بريطاني (وحمل سابقاً جنسية المملكة المتحدة لبريطانيا العظمى وأيرلندا) في مركز الدفاع. لعب مع برادفورد سيتي ومانشستر سيتي ونادي روتشديل وGlossop North End A.F.C. ‏.

## وصلات خارجية
- جاك برينان على موقع الاتحاد الدولي (مؤرشف)  (الإنجليزية)
- جاك برينان على موقع أوليمبيديا (الإنجليزية)